# Шерон (Висконсин)
Шерон (енгл. Sharon) град је у америчкој савезној држави Висконсин.

## Демографија
По попису из 2010. године број становника је 1.605, што је 56 (3,6%) становника више него 2000. године.
| Група             | 2000.         | 2010.         |
| Белци             | 1.392 (89,9%) | 1.312 (81,7%) |
| Афроамериканци    | 9 (0,6%)      | 4 (0,2%)      |
| Азијати           | 7 (0,5%)      | 6 (0,4%)      |
| Хиспаноамериканци | 113 (7,3%)    | 265 (16,5%)   |
| Укупно            | 1.549         | 1.605         |